# Playa de Baltar (Portonovo)
La Playa de Baltar es una playa perteneciente al municipio pontevedrés de Sangenjo, en la Ría de Pontevedra.

## Descripción
La playa está reconocida con el distintivo europeo de Bandera Azul. Es también conocida como Playa de Portonovo. Junto a las playas de Canelas y Caneliñas, forma parte de las playas de Portonovo.
Las atípicas dunas de esta playa están ahora protegidas por el ayuntamiento en un intento de conservación. Estas pequeñas dunas se forman gracias al viento que levanta la arena de la playa y la empuja hacia su zona posterior.
Una zona llana que se encuentra detrás de la playa de Baltar, entre el paseo de madera y la carretera principal, es usada cada año por el pueblo en acontecimientos de índole festiva, como juegos para niños, conciertos, o para colocar la feria en las dos fiestas patronales de julio y agosto que se celebran en Portonovo.
La playa de Baltar se extiende desde la línea urbana del pueblo, a partir del Muelle del Chasco,alcanzando unos 600 m de longitud, aproximadamente, hasta la rocosa Punta del Vicaño, que separa la playa de Baltar de la de Silgar.
En el muelle se encuentra ubicado el Club Náutico de Portonovo, una entidad potenciadora de los deportes náuticos en la zona y un punto de interés arquitectónico desde la reciente reforma del edificio.